# Langues au Tadjikistan
Selon la Constitution du Tadjikistan, les langues officielles du Tadjikistan sont le russe et le tadjik. Le tadjik est la langue maternelle de 84 % de la population et est parlée par 92 % des habitants du pays. Le tadjik fait partie de la famille des langues indo-européennes, du groupe des langues iraniennes ou persanes.
Le russe est constitutionnellement la langue de communication interethnique, et il est la langue principale de commerce ; et, bien qu'il ne soit plus la langue maternelle que de 0,5 % de la population du pays, il est la langue seconde de 26 % des gens.
L'ouzbek est quant à lui la langue maternelle de 12 % de la population du pays.